# Bitwa pod Stołpcami
Bitwa pod Stołpcami miała miejsce 10 czerwca 1792 roku podczas wojny polsko-rosyjskiej 1792.
Jazda litewska generała Józefa Bielaka stoczyła pod Stołpcami 3-godzinną bitwę ze strażą przednią rosyjskiego korpusu generała Borysa Mellina.

## Sytuacja przed bitwą
Generał Józef Judycki, którego korpus liczył 7700 żołnierzy i 10 dział, otrzymał 7 czerwca od podjazdów informacje o zbliżającym się do Kojdanowa rosyjskim korpusie generała Mellina (9600 żołnierzy i 13 dział). Judycki postanowił wycofać się na Mir, wydzielając jednocześnie grupę jazdy pod wodzą generała Bielaka, by osłaniała odwrót wojsk litewskich i stojąc na lewym brzegu Niemna pod Stołpcami w miarę możliwości utrudniała Rosjanom przeprawę. W skład grupy Bielaka weszła jazda tatarska i brygada kawalerii narodowej Sulistrowskiego.

## Przebieg bitwy
Nad ranem 10 czerwca oczekujący Rosjan Bielak ustawił swą jazdę na nadrzecznym pagórku. Wkrótce pod Stołpcami zaczęło przeprawiać się przez Niemen 10 sotni rosyjskiej dragonii. Gdy Rosjanie dotarli do brzegu, Bielak zostawił kawalerię narodową Sulistrowskiego, a sam z Tatarami uderzył na nieprzyjaciela. Zaskakująca szarża jazdy tatarskiej rozproszyła rosyjską dragonię, która rzuciła się do ucieczki. Do pościgu za uciekającym wrogiem ruszyły litewskie chorągwie. W tym czasie przez dolny bieg Niemna przeprawił się drugi pułk rosyjskiej dragonii i niespodziewanie zaatakował lewe skrzydło jazdy litewskiej. Zaskoczone oddziały tatarskie wpadły w panikę i rzuciły się do ucieczki. Przybyła z pomocą kawaleria narodowa sama została zmieszana, a następnie rozproszona zarówno przez uciekających Tatarów jak i ścigających ich Rosjan.
Widząc dramatyczną sytuację swych wojsk Bielak zebrał wokół siebie 100 żołnierzy i rzucił się do desperackiej szarży, której impet niespodziewanie zastopował liczniejszych Rosjan. Gdy pozostałe oddziały litewskie ochłonęły z paniki, poszły za przykładem Bielaka i również ruszyły do szarży. Rosyjska jazda rzuciła się do ucieczki w kierunku rzeki, w której nurtach potonęło wielu Rosjan. Przed całkowitym pogromem uratowało jazdę rosyjską nadejście rosyjskiej piechoty, której artyleria ustawiona na lewym brzegu salwami odpędziła oddziały litewskie. Wobec zbliżających się dalszych oddziałów korpusu Mellina Bielak nakazał swym żołnierzom odwrót w kierunku Mira, gdzie znajdowała się już reszta sił korpusu Judyckiego. Bitwa trwała 3 godziny.
Po odwrocie grupy Bielaka rosyjski korpus generała Mellina dokończył przeprawę przez Niemen i stanął pod Załużem. Następnego dnia doszło do bitwy pod Mirem.

## Literatura
- Piotr Borawski, Tatarzy w dawnej Rzeczypospolitej, Ludowa Spółdzielnia Wydawnicza, Warszawa 1986, ISBN 83-205-3747-9, str. 227–228.